# I bitwa o Trypolis
I bitwa o Trypolis – zbrojne starcie toczące się w dniach 20–26 lutego 2011 między armią rządową wraz z afrykańskimi najemnikami a demonstrantami podczas wojny domowej.

## Tło
15 lutego 2011 w Libii rozpoczęły się masowe antyrządowe protesty. Ludzie wyszli na ulice, by zaprotestować przeciwko 42-letnim rządom Muammara Kadafiego. 17 lutego fala zamieszek dotarła do stolicy.
17 lutego doszło do pierwszych masowych protestów w Trypolisie. Wówczas w Libii zorganizowano Dzień Gniewu. Podczas zamieszek doszło do  grabieży banków. 19 lutego doszło do wieców poparcia dla Kadafiego.

## Bitwa
Wieczorem 20 lutego w Trypolisie antyrządowi demonstranci wdarli się do siedziby publicznego radia Al-Shababia i publicznej telewizji Al-Dżamahirija 2, które następnie splądrowali oraz podpalili komisariaty policji i siedziby prorządowych Komitetów Rewolucyjnych. Tysiące zwolenników libijskiego przywódcy Muammara Kadafiego, starły się z jego przeciwnikami na Placu Zielonym w centrum stolicy Trypolisie. Według relacji świadków na ulicach słychać było strzały i widać płonące samochody. Do tłumów ogień otworzyli snajperzy.
21 lutego przez cały dzień walki trwały w Trypolisie.
W Trypolisie demonstranci podpalili gmach parlamentu, Salę Ludu. Wieczorem demonstranci zostali zbombardowani z wojskowych helikopterów. Helikoptery bombardowały cele ruchome co 20 minut. W bombardowaniach zginęło ok. 250 osób. We wschodnich biednych dzielnicach Trypolisu wieczorem wybuchły regularne walki. Kilka jednostek wojska przeszło na stronę buntowników.
22 lutego po południowym przemówieniu Kadafiego w Trypolisie wybuchły gwałtowne walki. Intensywna wymiana ognia ma miejsce w dzielnicy Bin Aszur oraz w alei Jumhurija. Do miasta przybywali kolejni najemnicy z Afryki. W stolicy ukrywał się Muammar Kadafi. Wieczorem wygłosił przemówienie do narodu z koszar wojskowych w Bab al-Azizija w Trypolisie pod ochroną czterech brygad sił bezpieczeństwa. Kadafi wezwał m.in. do walki z protestującymi w stolicy.
Trypolis w czasie walk w dużej mierze był zamknięty dla mediów, toteż trudno było oszacować dokładną liczbę ofiar.
25 lutego Trypolis nadal był kontrolowany przez siły lojalne wobec Kadafiego. Ulice patrolowały czołgi i najemnicy, strzelając do zbierających się ludzi. Zginęło przynajmniej 6 osób. W wielu dzielnicach miasta słychać było strzelaninę. Po przemowie Kadafiego, walki się nasiliły, w wyniku czego rewolucjoniści przejęli wieczorem kontrolę nad kilkoma dzielnicami stolicy. Bazę lotniczą Mitiga, największą w Trypolisie, zdobyli opozycjoniści. USA zamknęła ambasadę w stolicy.
26 lutego walki toczyły się w dzielnicy Ghut Ashaal. Zabito kilku demonstrantów. W stolicy odcięto elektryczność. Wielka Brytania zamknęła swoją ambasadę w Trypolisie.
1 marca lojaliści Kadafiego nadal kontrolowali miasto. Zamknięto wiele sklepów i kilka banków. Z Trypolisu wyjechało 20 ciężarówek z pomocą dla miasta Bengazi.